# ハンス・ロッテンハンマー

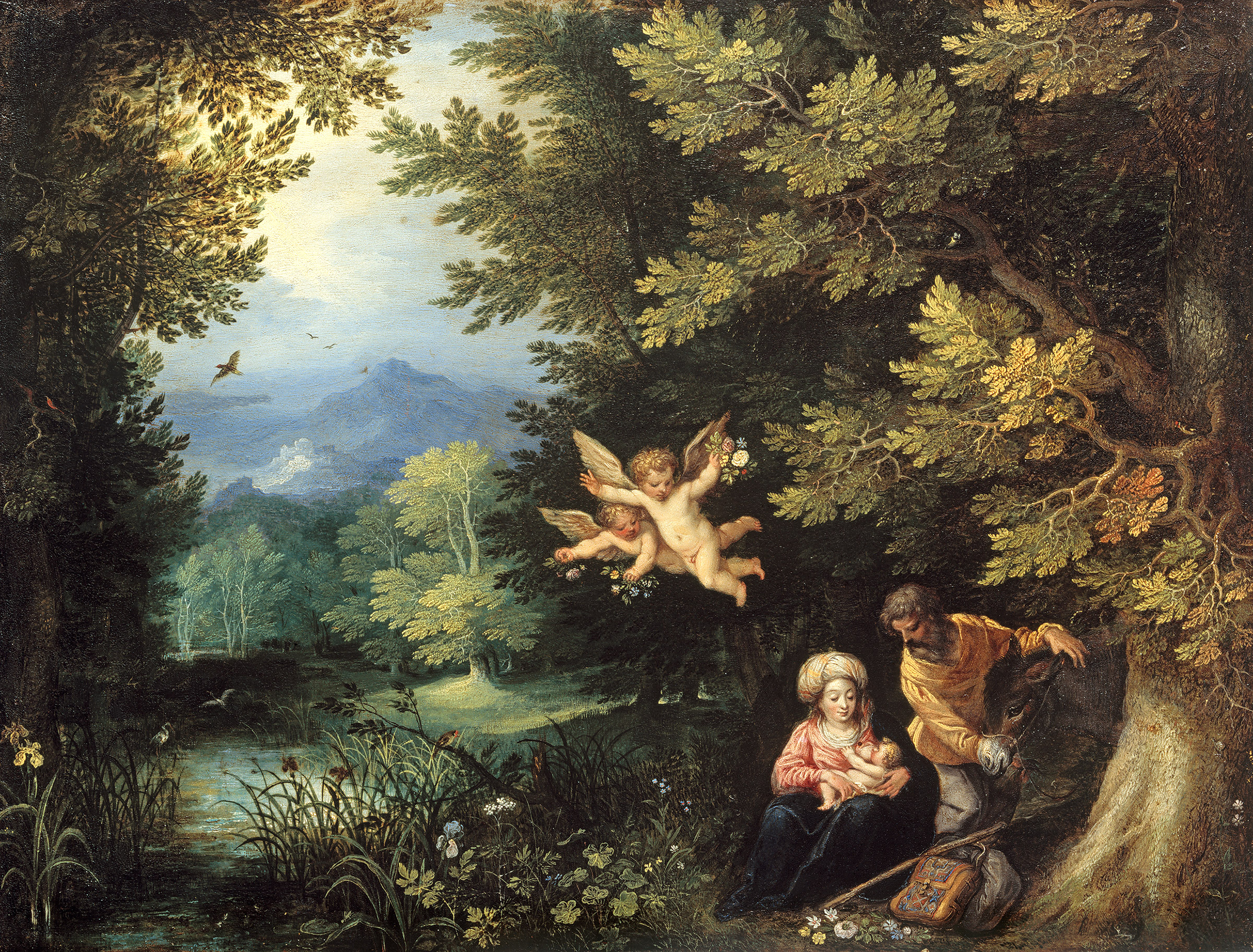
ヤン・ブリューゲルと共作した1595年の『エジプトへの逃避』。マウリッツハイス美術館所蔵。

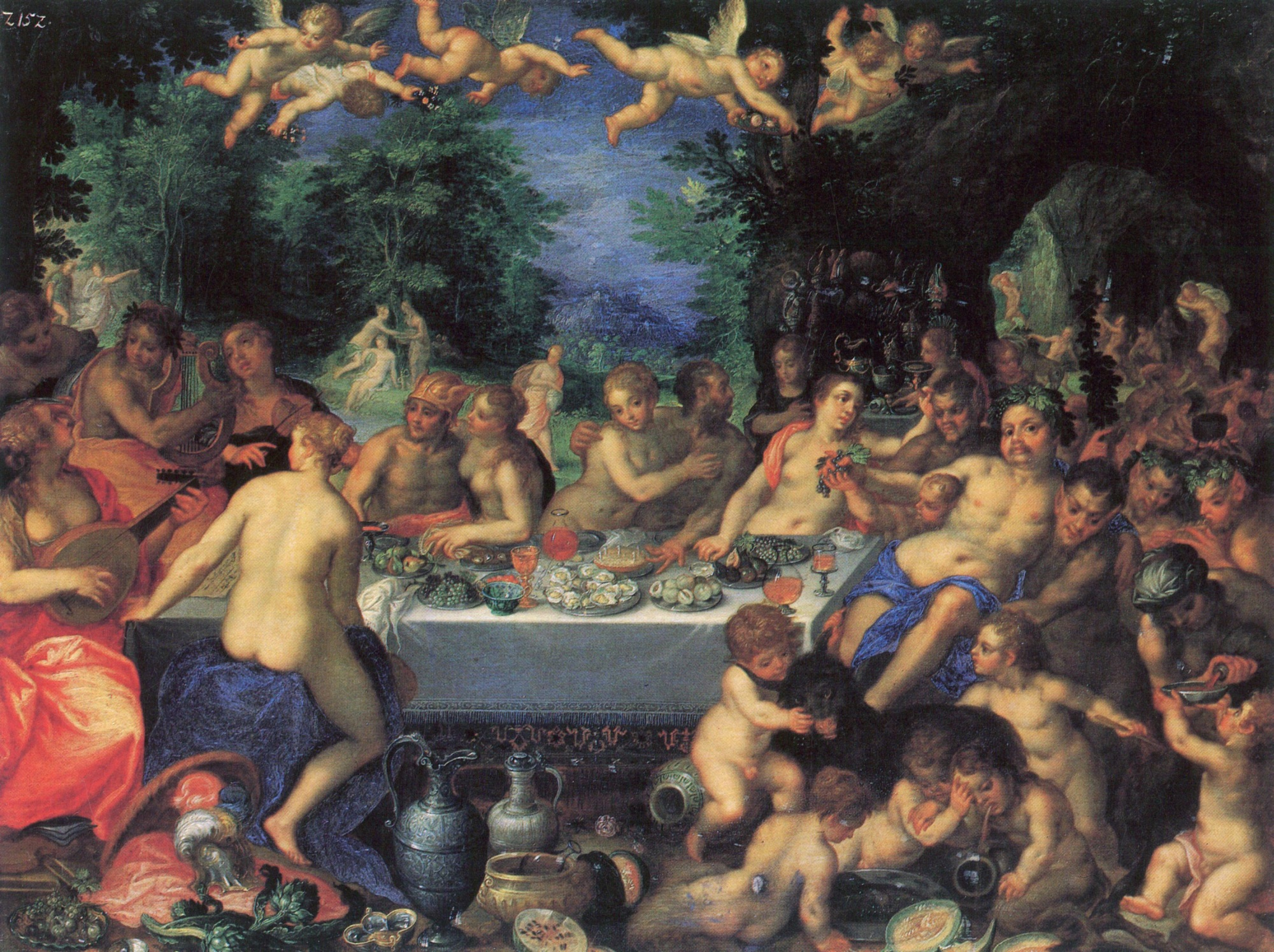
16世紀後半の『神々の饗宴あるいはペレウスとテティスの結婚』。エルミタージュ美術館所蔵。

ハンス・ロッテンハンマー（独: Hans Rottenhammer, 1564年, ミュンヘン-1625年8月14日, アウクスブルク）あるいはヨハネス・ロッテンハンマー（Johannes Rottenhammer）は、マニエリスムと初期バロックのドイツの画家、図案家である。
銅板に描かれたロッテンハンマーのキャビネット画は、ヨーロッパの多くの重要な美術館で展示されている。

## 生涯
ハンス・ロッテンハンマーは1564年にミュンヘンで生まれた。1582年に宮廷画家ハンス・ドナウアーのもとで6年間見習いをしたのちイタリアに移った。1589年、ロッテンハマーの痕跡はトレヴィーゾで見つけることができ、1591年にその地に定住してヴェネツィア派の巨匠の絵画を描いた。1594年、ロッテンハンマーはローマに行き、アカデミア・ディ・サン・ルカでフェデリコ・ツッカリのもとで絵画を学んだ。ローマではフランドルのパウル・ブリルやヤン・ブリューゲルと出会った。彼らはどちらも風景画家としての地位を確立しており、ロッテンハンマーが彼らの銅板の小さなフォーマットの風景画の人物像を描くことに熟練しているのを発見した。2人の芸術家はローマで協力して仕事をした。1595年、ロッテンハンマーは成功しているにもかかわらずヴェネツィアに戻り、銅板の小さなフォーマットの絵画を制作する工房を設立した。1年後、ヴェネツィア人女性のエリザベッタ・ディ・ファブリス（Elisabetta di Fabris）と結婚した。このときロッテンハンマーは仕事の最盛期にあり、パルマ・イル・ジョーヴァネ、ヘンドリック・ファン・バーレン、アダム・エルスハイマーと協力して仕事をした。彼の高価な小型のコレクターズアイテムは、当時急速に拡大している美術市場で大きな需要があった。
1600年からプラハの宮廷、特に『神々の饗宴』（Feast of the Gods）を入手した神聖ローマ皇帝ルドルフ2世との関係を深めた。エルンスト・フォン・ホルスタイン＝シャウムブルク伯爵によると、ロッテンハンマーはすでにヴェネツィアからアルプス山脈を越えて顧客に作品を供給していた。北からの注文の増加により、ロッテンハンマーは1606年にアウクスブルクに定住するようになった。彼はすぐにそれまでの銅板のキャビネット画に別れを告げ、代わりに祭壇画やフレスコ画を含むより大きなフォーマットで絵画を制作し、彼の評判はフッガー家やバイエルンのマクシミリアン公爵（Duke Maximilian）などの著名な顧客からの注文を確実にした。しかしロッテンハンマーのアウクスブルク時代はまた身体の衰弱でも特徴づけられる。アルコールの過剰摂取は彼の仕事をますます損ない、しばしば完全に停止することもあった。そして1625年8月14日にアウクスブルクで死去した。

## 作品
ロッテンハンマーはヴェネツィアではドイツとイタリアの様式の要素を組み合わせた、宗教的および神話的な主題の銅板に描かれた完成度の高い小型のキャビネット絵画で評判を得た。特に北方の風景画の伝統とティントレットやヴェロネーゼの構図と人物の様式を組み合わせている。ヴェネツィアにいる間、ロッテンハンマーは19世紀までヴェネツィアのグリマーニ家が所有していたが、それ以降は所在不明と見なされたアルブレヒト・デューラーの絵画『ロザリオの饗宴』（Feast of the Rosary）の複製を制作した。ロッテンハンマーはキャビネット画を専門とする最初のドイツ人芸術家だった。ローマでは北方の芸術家サークルであるバンボッチャンティの初期メンバーを知っており、1617年の美術商の手紙によると、ローマに住むフランドルの芸術家ポール・ブリルと定期的に連絡を取り続け、風景を供給するために人物が描かれた銅板をブリルに送った 。彼はまた同様の方法でヤン・ブリューゲルと協力した。彼は1600年にルドルフ2世（現在のエルミタージュ美術館）のために『神々の饗宴』を描くように依頼された。
ティントレットに接近する初期の様式の好例はルーヴル美術館の『アドニスの死』（Death of Adonis）である。ドイツに戻ると、彼はミュンヘン・レジデンツやビュッケボルグ城の黄金のホールなど、イタリアの作品よりも北方マニエリスムの様式で、より大きな祭壇画や宮殿の装飾事業に取り組んだ。
彼は1598年か1599年にアダム・エルスハイマーを助手として雇ったと信じられており、間違いなくエルスハイマーにブリルを紹介した。エルスハイマーがローマに移ったとき、彼とブリルは親しい友人になった。ロッテンハンマーによる2枚の絵画（現在はコペンハーゲン）はエルスハイマーのものであり、ロッテンハンマーからの贈り物であると記されている。エルスハイマーの成熟した絵画はすべて小さく、銅板に描かれており、ロッテンハンマーによるドイツとイタリアの様式の統合と風景の使用を発展させ続けている。彼の著名な作品の中には、オーストリアの皇帝ルドルフ2世のために描かれた作品がある。『キリスト降誕』（Nativity, 1608年）、『ケンタウロスとラピテース族の戦い』（Battle Between Centaurs and Lapithæ）ほか4点がウィーン博物館に所蔵されている。

## ギャラリー

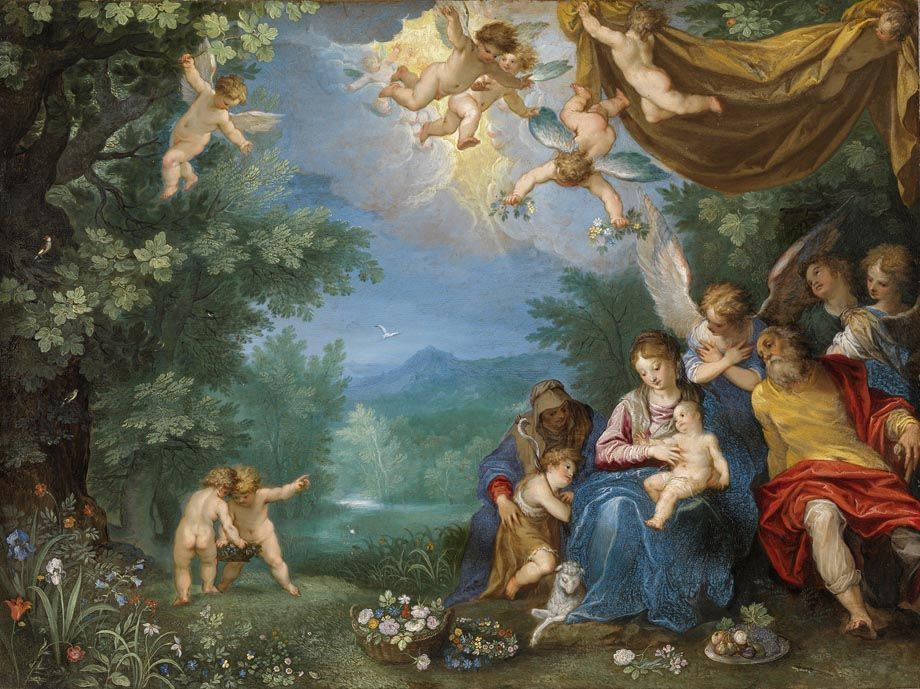
『エジプトへの逃避』1595年頃-1597年頃 アルテ・ピナコテーク所蔵
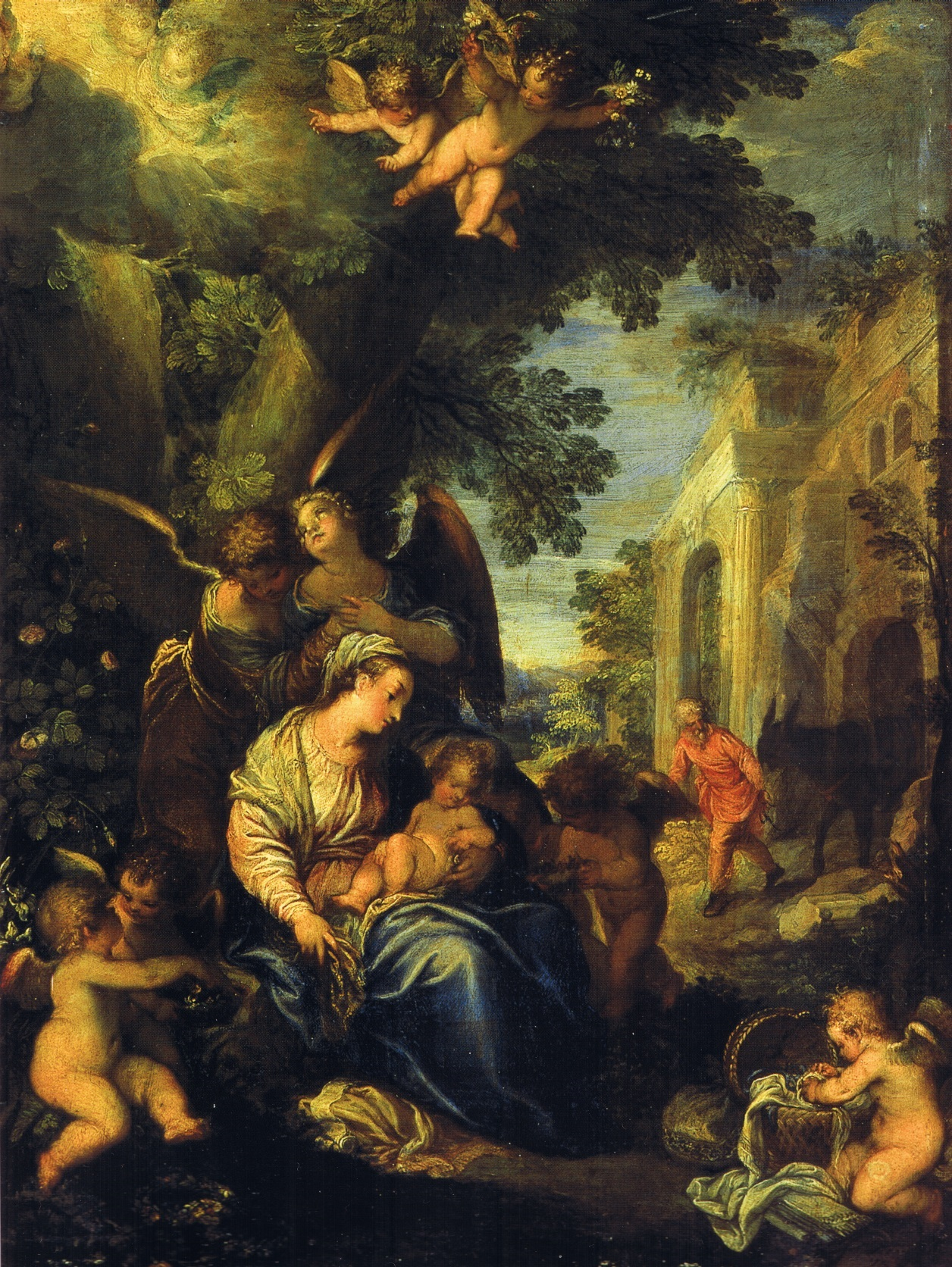
『エジプトへの逃避』1597年 国立シュヴェリーン美術館（英語版）所蔵
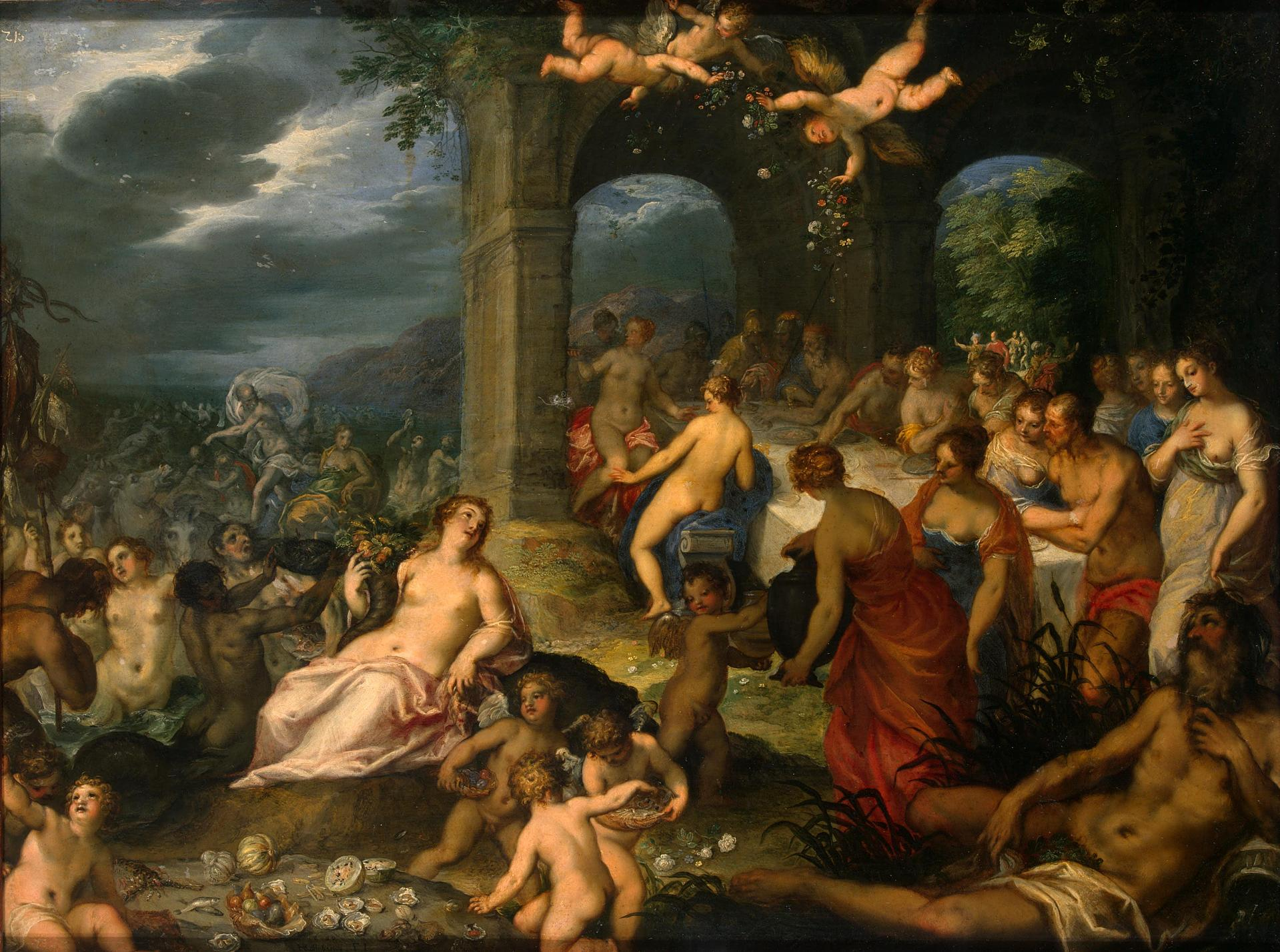
ヤン・ブリューゲルとの共作『神々の饗宴あるいはペレウスとテティスの結婚』1600年 Öl auf Kupfer所蔵
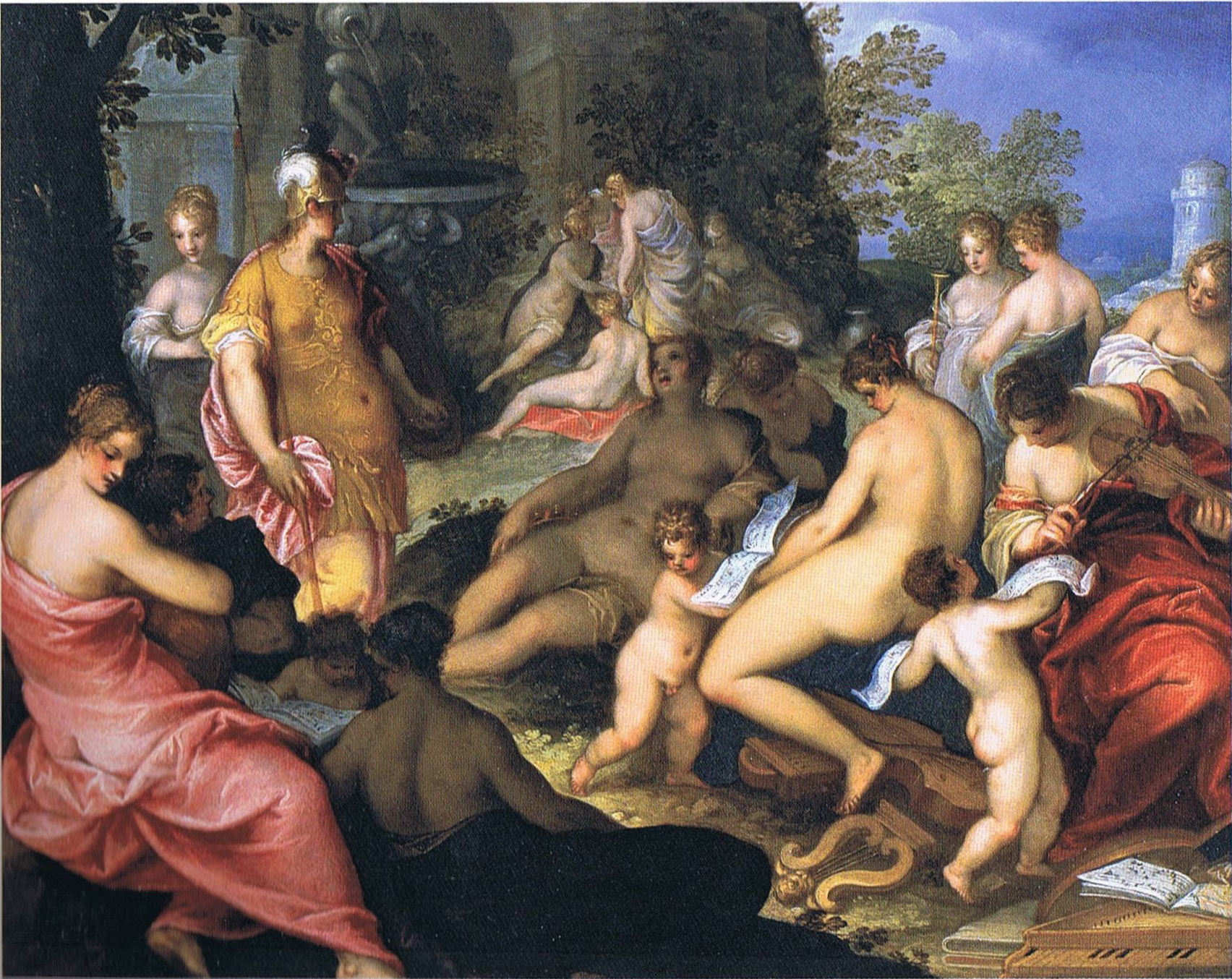
『ミネルヴァとヘリコン山のミューズ』1603年頃 ゲルマン国立博物館所蔵
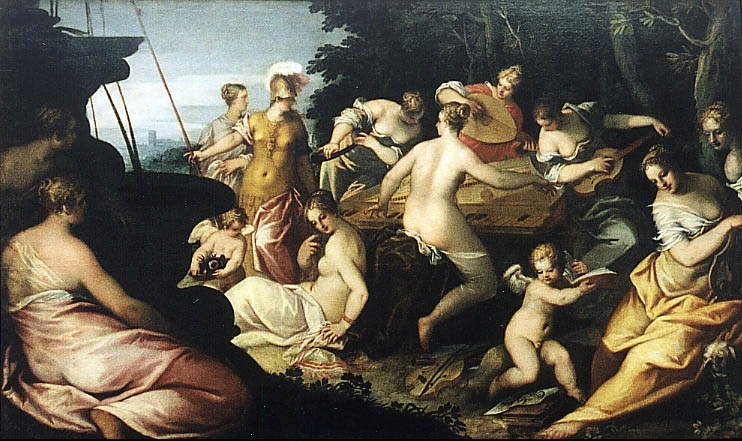
『ミネルヴァとミューズ』1603年 ゲルマン国立博物館所蔵
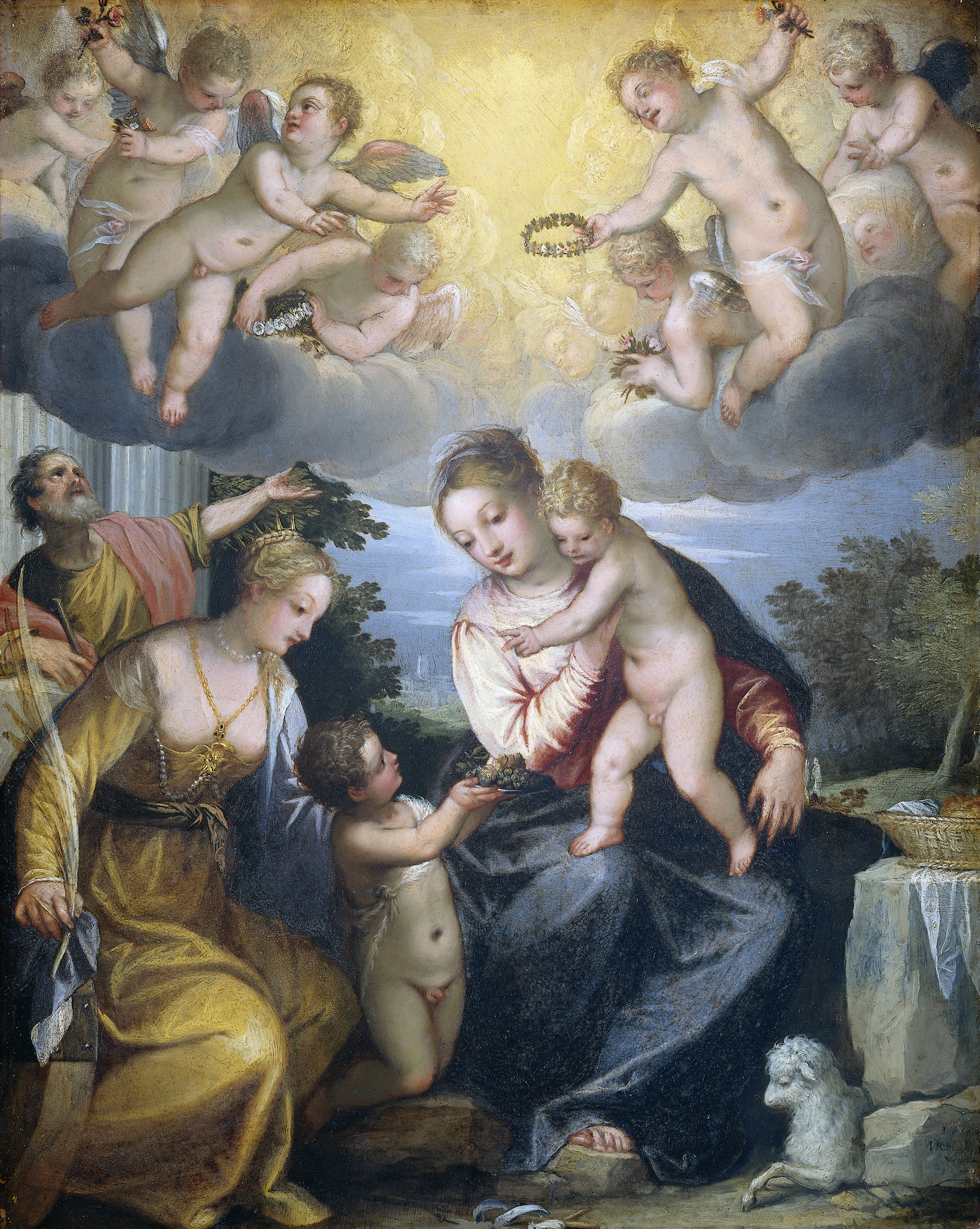
『聖母子と幼い洗礼者ヨハネ、聖カタリナ』1604年 アムステルダム国立美術館所蔵
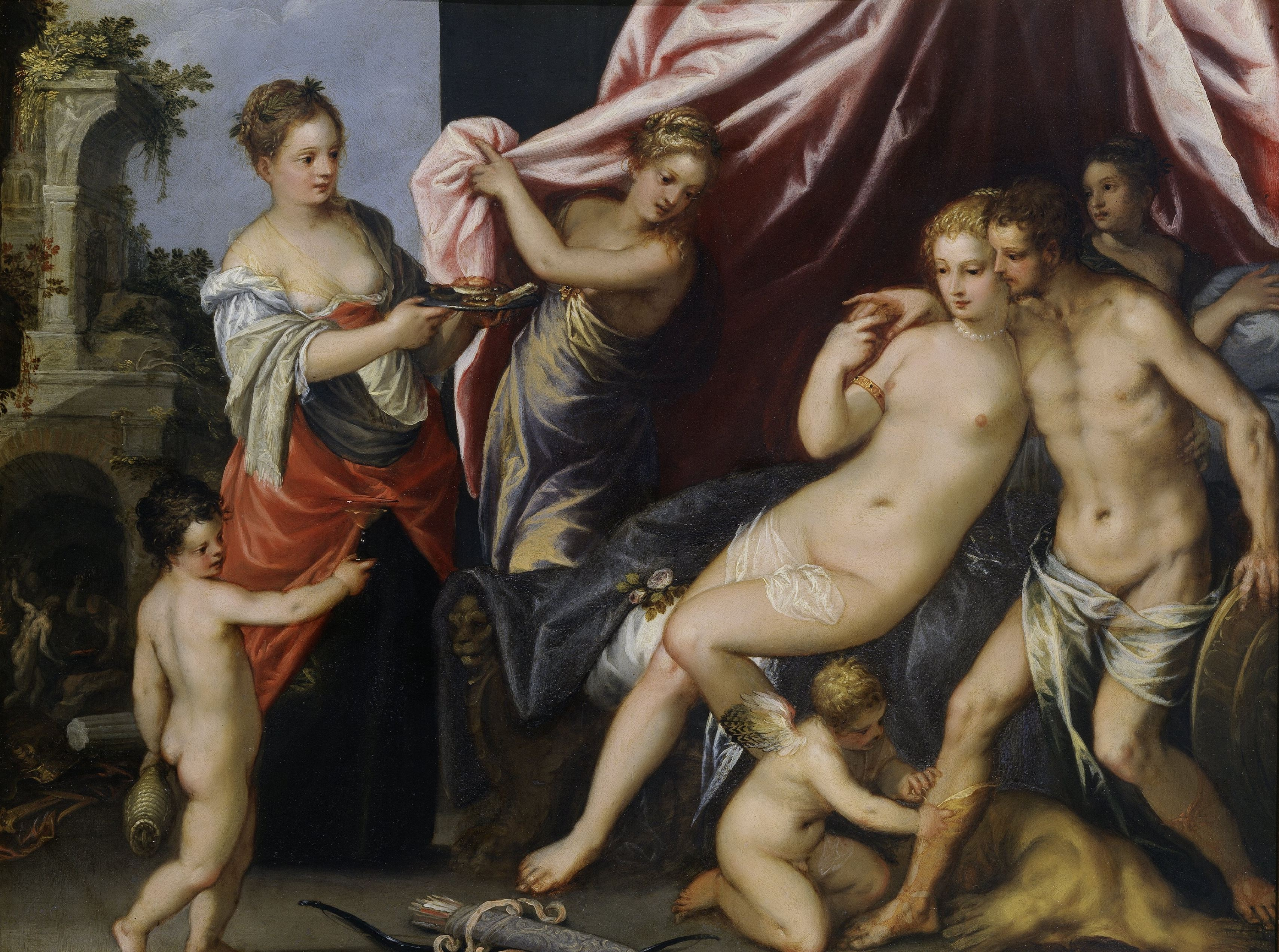
『ヴィーナスとマルス』1604年 アムステルダム国立美術館所蔵
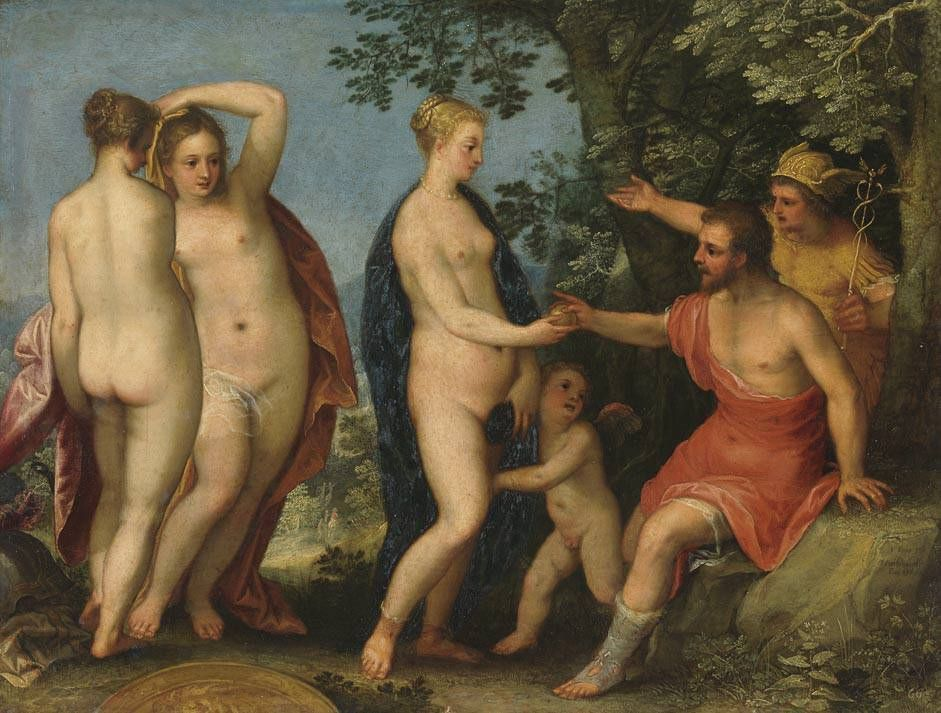
『パリスの審判』1605年 バイエルン州立絵画コレクション（英語版）所蔵
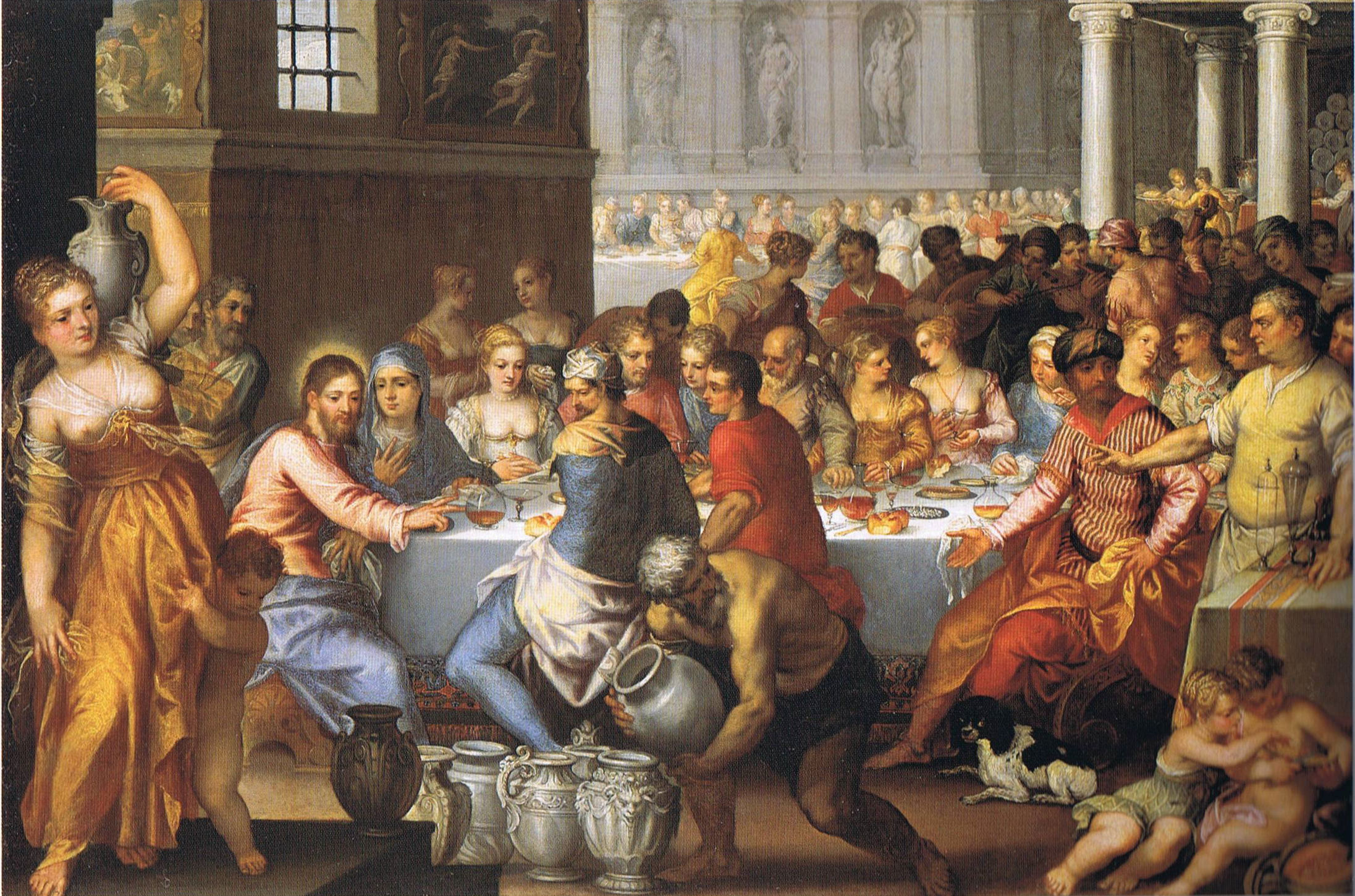
『カナの婚礼』1606年 ドイツバロック美術館（英語版）所蔵
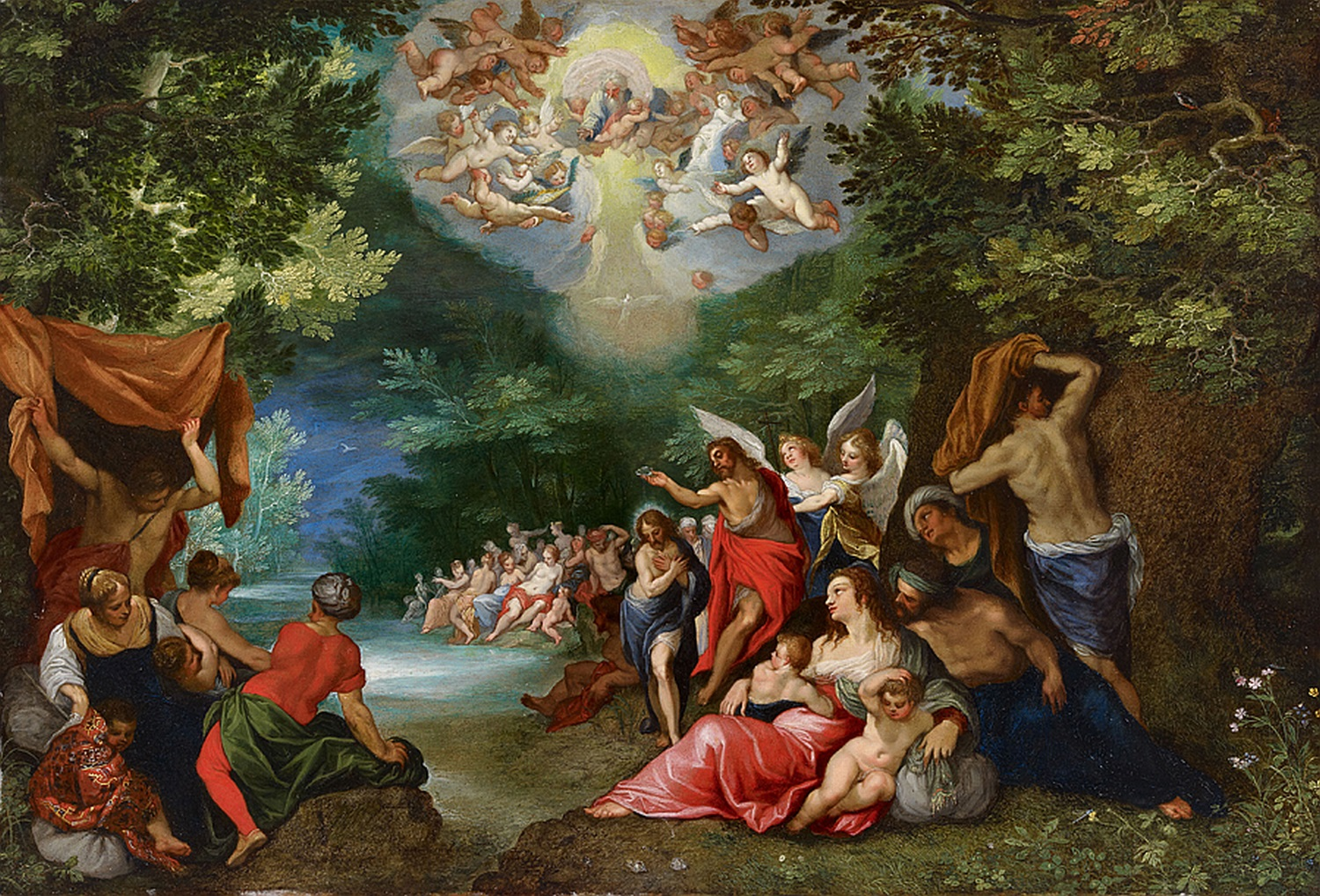
ヤン・ブリューゲルとの共作『キリストの洗礼』1608年 個人蔵
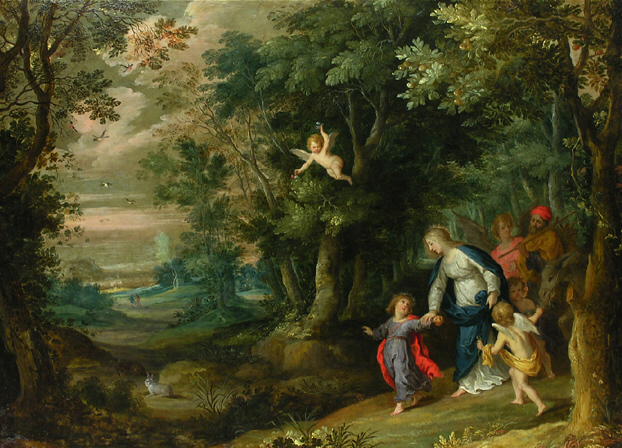
『エジプトへの逃避』17世紀